# ألكسندر جوزيف سيفي
كان ألكسندر جوزيف سيفي (1889 في سانت بانكراس، لندن - 10 أكتوبر 1934، في كينسينجتون، لندن) تاجر طوابع وجامع طوابع إنجليزي وقع على قائمة هواة جمع الطوابع المتميزين في عام 1933.

## نشأته وتعليمه
تلقى ألكسندر سيفي تعليمه في مدرسة التجار. ثم أمضى ثلاث سنوات في رحلات جيولوجية وعلمية في آسيا الصغرى وسوريا وشبه الجزيرة العربية.

## تجارة الطوابع
عمل سيفي بالتعاون مع ديفيد فيلد الذي نشر العديد من أعمالهِ. في عام 1921، انضم إلى بي. إل. بيمبرتون وإي. إل. بيمبرتون تحت اسم شركة سيفي، بيمبرتون وشركاؤهما المحدودة. تبرعا معًا بكأس سيفي-بيمبرتون لجمعية هواة جمع الطوابع الصغار، المعروفة الآن باسم الجمعية الوطنية لهواة جمع الطوابع. استمرت الشراكة بينهما حتى عام 1956 عندما استحوذ على الشركة روبسون لوي.